# Ямненко Ростислав Євгенійович
Ямненко Ростислав Євгенійович (нар. 12 лютого 1981) — український математик, доктор фізико-математичних наук, професор.

## Біографія
2000 року закінчив механіко-математичний факультет Київського національного університету імені Тараса Шевченка, спеціалізація — «теорія ймовірностей і математична статистика».
2006 захистив кандидатську дисертацію на тему «Експоненціальні оцінки розподілів деяких функціоналів від φ-субгауссових випадкових процесів».
2020 — доктор фізико-математичних наук, за темою «Дослідження процесів накопичення з просторів Орліча».

## Відзнаки
- Грамота Президії Національної академії наук України за цикл робіт «varphi-субгауссові випадкові процеси», 2014.
- Премія імені Тараса Шевченка Київського національного університету імені Тараса Шевченка у номінації «Молодим вченим за цикл праць», 2009.

## Публікації
- Ямненко Р. Є. «Дослідження процесів накопичення з просторів Орліча». Дисертація на здобуття наукового ступеня доктора фізико-математичних наук, 307 p. — 2020
- Vasylyk, O.I., Kozachenko, Yu.V. & Yamnenko, R.E. «varphi-sub-Gaussian random processes (varphi–субгауссові випадкові процеси: монографія)». Kyiv: Vydavnycho-Poligrafichnyi Tsentr, Kyivskyi Universytet (ISBN 978-966-439-051-1), 231 p. — 2008